# Soualiho Meïté
Soualiho Meïté (Párizs, 1994. március 17. –) elefántcsontparti származású, francia születésű profi labdarúgó, a Serie A-ban szereplő Cremonese játékosa, kölcsönben a Benfica-tól.

## Pályafutása

### Klubcsapatokban

#### Lille OSC
Az akkor 18 esztendős fiatal, 2013 januárjában négy és fél éves szerződést kötött a klubbal, ahová a szezon végén csatlakozott.
Augusztus 10-én mutatkozott be, egy bajnoki 1–0-s hazai találkozón, a FC Lorient ellen.
Szeptember 29-én a csapat színeiben a francia Szuperkupában is bemutatkozott, egy kis érdekesség, pont a korábbi csapata elleni mérkőzésen. Amit 0–1-re meg is nyert az AJ Auxerre.
2014. január 5-én a francia kupasorozat első fordulójában is bemutatkozott, AC Amiens elleni 1–3-s vendégbeli sikeren.
Július 30-án a Bajnokok Ligája csoportkörének harmadik forduló, első szakaszában mutatkozott be csereként, pályafutása során először a kupasorozatban. A svajci FC Groningen (0–2) elleni sikerrel. December 11-én játszott először nemzetközi-kupamérkőzést az Európa-liga csoportkörében, a VfL Wolfsburg elleni hazai 0–3-ra elvesztett találkozón.

#### AS Monaco
2017. június 17-én 8 millió euróért megvásárolták Lille OSC csapatától.
Az első mérkőzése szeptember 16-án volt hazai környezetben a Ligue 1-ben, az RC Strasbourg (3–0) ellen. December 6-án a Porto elleni 5–2-s idegenbeli mérkőzésen debütált először a Bajnokok Ligájában. Kezdőként 66 percet kapott Leonardo Jardim vezetőedzőtől.

#### Bordeaux
2018. január 2-án a francia együttes a 2017–18-as szezon végéig kölcsönvette az AS Monaco FC-től, kivásárlási opció nélkül.

#### Torino FC
2018. július 10-én igazolta le a Torino együttese, a megállapodási feltétel, Antonio Barreca és Meïté cseréje volt.
Augusztus 12-én játszotta első tétmérkőzését a Coppa Italia harmadik körében, a Cosenza Calcio elleni 4–0-s hazai találkozón. Egy héttel később a Serie A első fordulójában kezdőként debütált az AS Roma (0–1) elleni hazai mérkőzésen.
Augusztus 26-án szerezte meg első gólját, majd mentett pontot az Internazionale elleni 2–2-s bajnoki találkozón.
2019. július 25-én a Debreceni VSC (3–0) elleni hazai találkozón az Európa liga selejtezőkörében is pályára lépett.

#### AC Milan
2021. január 14-én kölcsönbe vették a Torino FC csapatától, kivásárlási opcióval.
Négy nappal később mutatkozott be a Cagliari Calcio elleni 0–2-s idegenbeli bajnoki mérkőzésen a 72. percben, Sandro Tonali-t váltva.

### A válogatottban
Franciaországban született, elefántcsontparti származású. A Francia U16 és az U17 korábbi játékosa. Tagja volt a 2011-es U17-es labdarúgó-világbajnokságnak.

## Statisztika
2021. május 23-i állapot szerint.
| Klub                    | Szezon           | Bajnokság          | Bajnokság | Bajnokság | Kupa  | Kupa  | Nemzetközi | Nemzetközi | Egyéb | Egyéb | Összes | Összes |
| Klub                    | Szezon           | Liga               | Mérk.     | Gólok     | Mérk. | Gólok | Mérk.      | Gólok      | Mérk. | Gólok | Mérk.  | Gólok  |
| ----------------------- | ---------------- | ------------------ | --------- | --------- | ----- | ----- | ---------- | ---------- | ----- | ----- | ------ | ------ |
| Auxerre B               | 2010–11          | CFA                | 4         | 0         | —     | —     | —          | —          | —     | —     | 4      | 0      |
| Auxerre B               | 2011–12          | CFA                | 20        | 2         | —     | —     | —          | —          | —     | —     | 20     | 2      |
| Auxerre B               | 2012–13          | CFA                | 6         | 0         | —     | —     | —          | —          | —     | —     | 6      | 0      |
| Auxerre B               | Összesen         | Összesen           | 30        | 2         | 0     | 0     | 0          | 0          | 0     | 0     | 30     | 2      |
| Auxerre                 | 2011–12          | Ligue 1            | 2         | 0         | 0     | 0     | —          | —          | —     | —     | 2      | 0      |
| Auxerre                 | 2012–13          | Ligue 2            | 20        | 1         | 2     | 1     | —          | —          | —     | —     | 22     | 2      |
| Auxerre                 | Összesen         | Összesen           | 22        | 1         | 2     | 1     | 0          | 0          | 0     | 0     | 24     | 2      |
| Lille                   | 2013–14          | Ligue 1            | 19        | 0         | 4     | 0     | —          | —          | —     | —     | 23     | 0      |
| Lille                   | 2014–15          | Ligue 1            | 8         | 0         | 3     | 0     | 3          | 0          | —     | —     | 14     | 0      |
| Lille                   | 2015–16          | Ligue 1            | 3         | 0         | 1     | 0     | —          | —          | —     | —     | 4      | 0      |
| Lille                   | Összesen         | Összesen           | 30        | 0         | 8     | 0     | 3          | 0          | 0     | 0     | 41     | 0      |
| Lille B                 | 2013–14          | CFA                | 2         | 0         | —     | —     | —          | —          | —     | —     | 2      | 0      |
| Lille B                 | 2014–15          | CFA                | 8         | 0         | —     | —     | —          | —          | —     | —     | 8      | 0      |
| Lille B                 | 2015–16          | CFA 2              | 9         | 2         | —     | —     | —          | —          | —     | —     | 9      | 2      |
| Lille B                 | Összesen         | Összesen           | 19        | 2         | 0     | 0     | 0          | 0          | 0     | 0     | 19     | 2      |
| Zulte-Waregem (kölcsön) | 2015–16          | Belga első osztály | 3         | 0         | —     | —     | —          | —          | 9     | 0     | 12     | 0      |
| Zulte-Waregem (kölcsön) | 2016–17          | Belga első osztály | 30        | 1         | 6     | 1     | —          | —          | 10    | 0     | 46     | 2      |
| Zulte-Waregem (kölcsön) | Összesen         | Összesen           | 33        | 1         | 6     | 1     | 0          | 0          | 19    | 0     | 58     | 2      |
| Monaco                  | 2017–18          | Ligue 1            | 2         | 0         | 0     | 0     | 1          | 0          | 0     | 0     | 3      | 0      |
| Monaco                  | Összesen         | Összesen           | 2         | 0         | 0     | 0     | 1          | 0          | 0     | 0     | 3      | 0      |
| Bordeaux (kölcsön)      | 2017–18          | Ligue 1            | 18        | 1         | 1     | 0     | —          | —          | —     | —     | 19     | 1      |
| Bordeaux (kölcsön)      | Összesen         | Összesen           | 18        | 1         | 1     | 0     | 0          | 0          | 0     | 0     | 19     | 1      |
| Torino                  | 2018–19          | Serie A            | 35        | 2         | 3     | 0     | —          | —          | —     | —     | 38     | 2      |
| Torino                  | 2019–20          | Serie A            | 33        | 0         | 1     | 0     | 6          | 0          | —     | —     | 40     | 0      |
| Torino                  | 2020–21          | Serie A            | 14        | 1         | 2     | 0     | —          | —          | —     | —     | 16     | 1      |
| Torino                  | Összesen         | Összesen           | 82        | 3         | 6     | 0     | 6          | 0          | 0     | 0     | 94     | 3      |
| Milan (kölcsön)         | 2020–21          | Serie A            | 16        | 0         | 1     | 0     | 4          | 0          | —     | —     | 21     | 0      |
| Karrier összesen        | Karrier összesen | Karrier összesen   | 252       | 10        | 24    | 2     | 14         | 0          | 19    | 0     | 309    | 12     |

1. ↑  Includes Coupe de France, Coupe de la Ligue, Trophée des champions, Belga kupa
2. ↑  Includes Európa-liga, UEFA-bajnokok ligája
3. ↑  Includes Belga bajnokság playoffs